# بيتر كلوسن
بيتر كلوسن (بالدنماركية: Peter Clausen)‏ هو دراج دنماركي، ولد في 13 أبريل 1964 في Rødovre ‏ في الدنمارك.

## وصلات خارجية
- بيتر كلوسن على موقع أوليمبيديا (الإنجليزية)